# 피트니스 복싱
피트니스 복싱(Fitness Boxing)은 닌텐도 스위치용으로 이미지니어가 개발한 운동 비디오 게임이다. 이 게임은 2018년 12월 20일 일본에서 이미지니어에 의해, 2018년 12월 21일 PAL 지역에서, 그리고 2019년 북아메리카에서 닌텐도에 의해 출시되었다.
피트니스 복싱은 Wii용으로 출시된 셰이프 복싱 삼부작을 따르며, 2개의 설치본은 적어도 북아메리카에서 라이선스된 골즈 짐 피트니스 게임들로 리브랜딩되었다.
후속작 피트니스 복싱 2(Fitness Boxing 2: Rhythm and Exercise)는 닌텐도 스위치용으로 2020년 12월 4일에 출시되었다.
스핀오프 후속자긴 피트니스 복싱 북두의 권(Fitness Boxing Fist of the North Star)은 닌텐도 스위치용으로 2023년 3월 3일 출시되었다.

## 평가
| 평가 |        |
| --- | ------ |
| 통합 점수 통합사 점수 메타크리틱 66/100 [ 8 ] 평론 점수 평론사 점수 디스트럭토이드 7/10 [ 9 ] 닌텐도 라이프 [ 10 ] 닌텐도 월드 리포트 7.5/10 [ 11 ] |        |
| 통합 점수 |        |
| 통합사 | 점수   |
| 메타크리틱 | 66/100 |
| 평론 점수 |        |
| 평론사 | 점수   |
| 디스트럭토이드 | 7/10   |
| 닌텐도 라이프 | [ 10 ] |
| 닌텐도 월드 리포트 | 7.5/10 |